# Xiaonanhai (vattenmagasin)
Xiaonanhai (kinesiska: 小南海) är en sjö i Kina. Den ligger i storstadsområdet Chongqing, i den sydvästra delen av landet, omkring 210 kilometer öster om det centrala stadsdistriktet Yuzhong. Xiaonanhai ligger 665 meter över havet. Arean är 1,9 kvadratkilometer. I omgivningarna runt Xiaonanhai växer i huvudsak blandskog. Den sträcker sig 1,8 kilometer i nord-sydlig riktning, och 2,5 kilometer i öst-västlig riktning.
Genomsnittlig årsnederbörd är 1 590 millimeter. Den regnigaste månaden är maj, med i genomsnitt 292 mm nederbörd, och den torraste är december, med 19 mm nederbörd.